# طروب

طاروب (۱ ژوئن ۱۹۳۷)، خواننده لبنانی با اصلات چرکسی است. او دارای تابعیت اردن است و در دهه شصت و هفتاد میلادی به عنوان بازیگر و خواننده سینما به شهرت رسید. نام اصلی او امل اسماعیل جرکاس است، مدتی با محمد جمال خواننده لبنانی ازدواج کرد و با او یک گروه هنری تشکیل داد. او در سال ۱۹۹۴ حجاب داشت و به دلایل معنوی و مذهبی از دنیای هنر کناره‌گیری کرد.